# 奎纳加克 (阿拉斯加州)
奎纳加克（英語：Quinhagak），是美国阿拉斯加州的一座城市。该市的人口在2000年为555人，2010年有669人。人口在阿拉斯加州排行第44。